# Okinawa (prefektura)
Okinawa (japanski: kanji 沖縄県, romaji: Okinawa-ken, okinavski jezik: ウチナー県, Uchinaa-chin) je prefektura u današnjem Japanu. 
Dio je Kyūshū otočja, no ne nalazi se na istoimenom otoku. Otočje Senkaku koje je predmet teritorijalnog spora s Kinom pripada ovoj prefekturi.
Glavni je grad Naha koji se nalazi na južnom dijelu otoka Okinawe.
Organizirana je u 5 okruga i 41 općinu. ISO kod za ovu pokrajinu je JP-47.
1. prosinca 2008. u ovoj je prefekturi živjelo 1,379.338 stanovnika.
Simboli ove prefekture su cvijet indijskog koraljnog drva (Erythrina variegata), drvo okinavskog bora (Pinus luchuensis),  ptica okinavski djetlić (Sapheopipo noguchii) i riba takasago, gurukun (Caesio diagramma).